# Elisio Jiménez Sierra
Elisio Ramón Jiménez Sierra (Atarigua, Estado Lara, 20 de octubre de 1919 - San Felipe, Estado Yaracuy, 12 de noviembre de 1995) fue un poeta, ensayista, polígrafo, traductor y humanista venezolano. 

## Biografía
Sus padres fueron Pompilio Jiménez Lara y Juana Sierra León. En su juventud –entre finales de losaños 30 e inicios de los años 40 del siglo XX– vivió y estudió en Carora y en Barquisimeto. En la primera ciudad sería su mentor, el escritor, historiador y tribuno Don Cecilio «Chío» Zubillaga Perera, quien le indujo a hacer traducciones del francés y el italiano. Allí compartió y departió con otros amigos y discípulos de Zubillaga, entre otros, el guitarrista Alirio Díaz, el poeta Alí Lameda, el poeta y humanista Luis Beltrán Guerrero y el escritor Antonio Crespo Meléndez.
En Barquisimeto estudió bachillerato en el liceo «Lisandro Alvarado». En esa ciudad se publicó su primer libro de poesía en el año 1942. Allí mismo hizo amistad, entre otros, con el presbítero Juan de Dios Losada Cadenas, latinista y traductor del latín, quien impartió a Jiménez Sierra lecciones de dicha lengua. Hace también amistad con el músico y compositor Antonio Carrillo. Con Carrillo compartió andanas de la vida bohemia y galante y escribió la letra de su conocido vals «Como llora una estrella», autorizada por el propio Carrillo[cita requerida].
En el año 1948 se establece en Caracas y funda con otros escritores, poetas y artistas, el grupo literario «Siempre», que se reunía frecuentemente en el centro de la ciudad, formando parte de lo que se llama «La generación poética de 1942», siendo este año de 1942 la fecha en que varios de ellos publicaron su primer libro de poesía. Además de Jiménez Sierra, en este grupo destacan los poetas Luis Pastori, Ida Gramcko, Jean Aristeguieta, Ofelia Cubillán, Rubenángel Hurtado, Ana Enriqueta Terán, Carlos Gottberg, Pálmenes Yarza y Aquiles Nazoa.
En su madurez Jiménez Sierra vivió en Caraballeda, donde continuó con su trabajo poético y ensayístico, entre los años 1958-1963. En esa región costeña escribió poesía de ambiente marino en localidades como La Guaira, Maiquetía, Macuto y Naiguatá. A partir del año 1964 se estableció en la ciudad de San Felipe, donde continuó escribiendo poesía, prosa y ensayo; se editaron varios libros suyos en estos géneros literarios.

## Obra
Su poesía, asentada en los áridos espacios de su tierra nativa, en ambientes urbanos y costeños, se nutre también espiritual e intelectualmente de tópicos y nociones de la antigüedad grecolatina y hebrea, y de la modernidad poética. Expresa, por un lado, la exaltación de la existencia, lo festivo, la celebración y la bohemia; y por el otro la inquietud metafísica, la fugacidad de la vida, la errancia, la nostalgia y la melancolía. Jiménez Sierra utilizó variadas formas poéticas y métricas, ritmos y versos, dominando el soneto con singular maestría.
El crítico, bibliógrafo y ensayista Lubio Cardozo, estudiando la noción semiótica e intertextualidad, o interacción textual que se produce dentro del texto, en la lírica de Jiménez Sierra, precisa que en todos sus libros de poesía, resuena un eco de mil lecturas, referencias, libros que remiten a otros libros:

Tejen sus versos la red de una profusa referencia erudita explayada desde las culturas nórdicas hasta las mediterráneas, desde la semítica hasta la latinoamericano-caribeña.
Lubio Cardozo

Los motivos y temas clásicos y bíblicos ocuparon igualmente la obra ensayística de Elisio Jiménez Sierra. Escribió variados ensayos y estudios, notas y escolios sobre autores venezolanos (Andrés Bello, Pérez Bonalde, Arvelo Larriva, Curiel), la Edad Media y al Renacimiento (Villon, Dante, Petrarca); el Simbolismo, el Parnasianismo y Decadentismo europeo (Hugo, de Lisle, Mallarmé, D’Annunzio) y el Modernismo hispanoamericano (Darío, Blanco-Fombona). Laura Antillano, novelista, cuentista y ensayista venezolana, resalta la variada gama de autores y temas presentes en sus ensayos:

Jiménez Sierra escribió una extensa obra reflexiva que es, en su conjunto, la obra de un apasionado lector, con un criterio exquisito para revivir el texto dentro de una concepción grandilocuente, celebradora, del hecho literario (…) Pero su modo de leer no se ocupa de las palabras como entidades simbólicas, Jiménez Sierra es un cultor de la imagen, del dibujo, de la viñeta, de la pintura. Varias de las apreciaciones en sus ensayos parten de la iconografía.
Laura Antillano

## Obra publicada

### Poesía
- Archipiélago doliente. Prólogo de Hermann Garmendia. Publicaciones de la Asociación “Mosquera Suárez”, No. 2. Editorial Élite, Caracas, 1942.

- Sonata de los sueños. Prólogo de José Parra. Ediciones Siempre, Editorial Ávila Gráfica, Caracas, 1950.

- El peregrino de la nave anclada. Poemas de nostalgia ultramarina. Cuadernos Lírica Hispana, Año XI, No. 132, Caracas, 1954.

- Los puertos de la última bohemia. Prólogo de Rafael Zárraga. Editorial Cuyuní, San Felipe, Yaracuy, 1975.

- Poemas. 1942-1985. Selección de Gabriel Jiménez Emán. Prólogo de Luis Pastori. Coedición Federación de Asociaciones de Escritores de Venezuela, Fondo Editorial Orlando Araujo, Ateneo Ciudad de Barquisimeto, Caracas, 1990. ISBN 980-200-051-5

- Cantos a vuelo de pájaros. Ediciones del Fondo Editorial Río Cenizo, Colección La Guaroa, Alcaldía del Municipio Iribarren, Barquisimeto, 1998. ISBN 980-303-432-4

- Poemas del monje laico. Liminar de Gabriel Jiménez Emán. Fondo Editorial “Autores Yaracuyanos” del Ateneo de San Felipe, Serie Poemarios del Ateneo de San Felipe, No. 4, San Felipe, 1998. ISBN 980-6055-80-2

- La aldea sumergida. Seguida de El anillo simbólico (Versiones de poesía europea realizadas por Elisio Jiménez Sierra). Selección y prólogos de Gabriel Jiménez Emán. Incluye también: “Dossier del Primer Coloquio Regional de Literatura Elisio Jiménez Sierra”, San Felipe, octubre, 2005. Ediciones Fundación Elisio Jiménez Sierra, San Felipe, 2007. ISBN 980-12-2075-9

- Obra poética. Tomo I. (Libro electrónico). Prólogo y edición de Gabriel Jiménez Emán. Coedición Ediciones Fábula, Fundación Elisio Jiménez Sierra, Coro, Falcón, 2019.

### Ensayo
- Psicografía del Padre Borges. Imprenta del Estado Yaracuy, San Felipe, 1965.

- La venus venezolana. Preámbulo de Antonio Reyes. Editorial Chicuramay, Caracas, 1971.

- De la horca a la taberna. Turbia vida y clara obra de Villon. Ediciones La Oruga Luminosa, Colección Cuadernos del Oráculo, San Felipe, Yaracuy, 1994.

- Viajes con Lovecraft a la ciudad del sol poniente. Coedición Ediciones Imaginaria, Fundación Elisio Jiménez Sierra, Colección La Llave de Plata, San Felipe, Yaracuy, 1997. ISBN 980-07-4200-X

- Exploración de la selva oscura. Ensayos sobre Dante y Petrarca. Monte Ávila Editores Latinoamericana, Colección Monte Ávila Breve, Caracas, 2000. ISBN 980-01-1086-0

- Estudios grecolatinos y otros ensayos literarios. Selección de Ennio Jiménez Emán. Prólogo y edición al cuidado de Gabriel Jiménez Emán. Coedición Ediciones Imaginaria, Fundación Elisio Jiménez Sierra, Colección La Llave de Plata, San Felipe, Yaracuy, 2004. ISBN 980-6757-00-9

- El universo, utopía de Dios y otros ensayos. (Libro electrónico) Selección, edición y prólogo de Gabriel Jiménez Emán. Coedición Ediciones Fábula, Fundación Elisio Jiménez Sierra, Coro, Falcón, 2019. ISBN 980-12-2075-9

### Traducción
- Los Trofeos. Sonetos, de José María de Heredia. Traducción del francés y prólogo de Elisio Jiménez Sierra. Talleres Gráficos Universitarios, Universidad de Los Andes, Consejo de Publicaciones, Colección Letra Nueva, Mérida, Venezuela, 1980.

## Premios
- Premio “Roberto Montesinos” de ensayo, de la Asociación de Escritores del Estado Lara y Fundacultura. (1993)
- Premio del Centro Nacional del Libro, CENAL, “Mejor libro del año”, por Estudios grecolatinos. (2004)